# Свети Пантелеймон (Тушемища)
„Свети Пантелеймон“ (на албански: Kisha e Shen Pandelimonit) е православна църква в Албания, в поградечкото гранично село Тушемища.

## Местоположение
Църквата е издигната на хълм в центъра на селото.

## История
В 1967 година на прага на църквата е открита ценна раннохристиянска мозайка, която е обявена за паметник на културата.